# Rybářská brána (České Budějovice)
Rybářská brána, německy Fischertor (též Mlynářská brána nebo Mlýnská brána, německy Mühltor) je zaniklá gotická vedlejší městská brána, která stála na západním okraji Českých Budějovic.

## Charakteristika

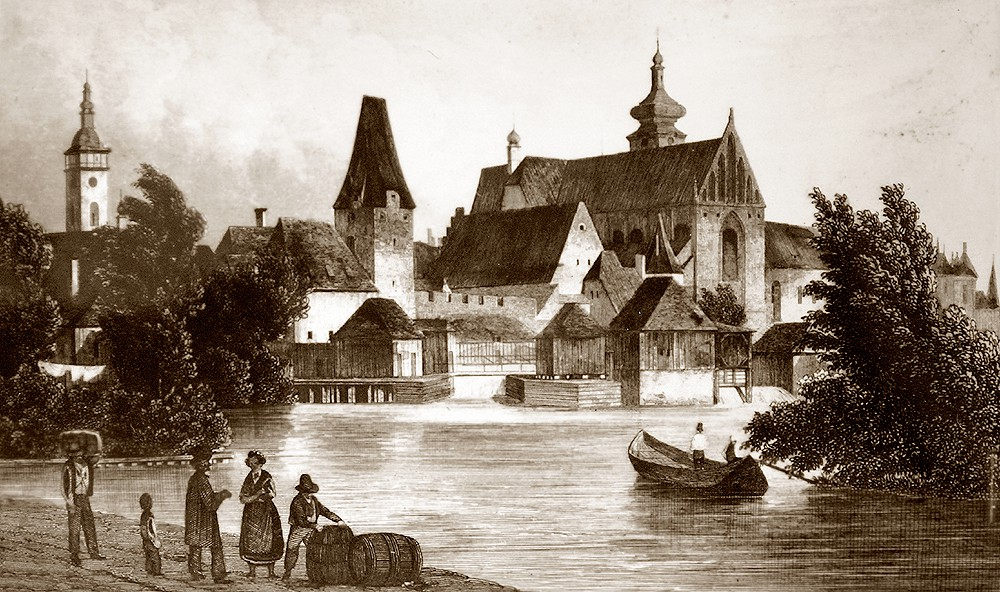
Veduta od západu s Rybářskou branou, Solnicí, střechou Polygonální bašty a štítem kostela Obětování Panny Marie

Datování stavby není zcela jasné, Tomáš Durdík připouští možnou souvislost s budějovickým hradem (tj. 13. století) nebo rozšiřováním městských hradeb za Václava IV. (tj. od konce 14. století). Původně nízká branka zajišťující přístup k vodě se vyvinula ve vysokou hranolovou věž s lomeným gotickým průjezdem vybaveným vraty a snad i hřebenem. Rozměry se blížila Železné panně nebo Rabenštejnské věži. Nad průjezdem následovala přinejmenším dvě patra vybavená pravoúhlými okny. Hrany zpevňovala kamenná armatura. Nejvyšší patro kryla vysoká valbová střecha (dlátek) opatřená v každém směru vikýřem s pultovou stříškou. K bráně přiléhala z městské strany strážnice a z venkovní jatka.

## Odstranění a pokus o obnovu
Dědicové Předního mlýna po zesnulém Vincenci Karabáčkovi, Antonín, Čeněk a Anna, 21. března 1872 prodali mlýn za 60 tisíc zlatých spolku krupařů. Ti původní stavbu odstranili a během téhož roku na jeho místě postavili První společenský umělecký válcový mlýn, dnešní hotel Budweis. Krupaři si u městské rady vymohli zboření Rybářské brány pod záminkou lepšího přístupu k mlýnu. Není známo, že by Přední mlýn (původně zvaný Dvorský), který byl v provozu již od konce 13. století, měl s branou nějaké potíže. Jan Schinko vyslovuje domněnku, že skutečným důvodem mohla být evidence průjezdů branou strážným, které se krupaři odstraněním brány zbavili.
Kolem roku 1992, k příležitosti 120 let odstranění, se začalo uvažovat o obnově brány. V roce 1995 připravila společnost BAHA studii na obnovení Pražské a Rybářské brány. Nenašel se ale investor a projekt nebyl realizován.